# Vad gör man ej för kärlek
Vad gör man ej för kärlek är en österrikisk komedifilm från 1936 i regi av E.W. Emo med manus av Hanns Saßmann. I huvurollen ses Heinz Rühmann.

## Rollista
- Heinz Rühmann - Toni Mathias
- Theo Lingen - Hassler, betjänt
- Hans Moser - onkeln
- Heinz Salfner - Zaratti, cirkusdirektör
- Gusti Huber - Bianca
- Gerhard Bienert - Carasso